# GVAV in het seizoen 1957/58
Het seizoen 1957/1958 was het vierde jaar in het bestaan van de Groningse betaaldvoetbalclub GVAV. De club kwam uit in de Nederlandse Eredivisie en eindigde daarin, na een beslissingswedstrijd tegen Elinkwijk, op de 17e plaats, dit hield in dat de club rechtstreeks degradeerde naar de Eerste divisie.

## Wedstrijdstatistieken

### Eredivisie
|       | ADO   | Ajax  | Amsterdam | Blauw-Wit | BVV   | DOS   | Elinkwijk | Sportclub Enschede | Feijenoord | Fortuna '54 | MVV   | NAC   | NOAD  | PSV   | Rapid JC | Sparta | VVV   |
| ----- | ----- | ----- | --------- | --------- | ----- | ----- | --------- | ------------------ | ---------- | ----------- | ----- | ----- | ----- | ----- | -------- | ------ | ----- |
| Thuis | 3 – 2 | 0 – 1 | 2 – 1     | 1 – 0     | 1 – 2 | 1 – 2 | 0 – 0     | 2 – 2              | 3 – 3      | 1 – 7       | 0 – 0 | 1 – 3 | 5 – 0 | 7 – 1 | 2 – 3    | 4 – 0  | 1 – 3 |
| Uit   | 1 – 1 | 3 – 2 | 0 – 0     | 2 – 3     | 2 – 2 | 4 – 2 | 2 – 3     | 3 – 2              | 2 – 1      | 1 – 2       | 1 – 1 | 4 – 1 | 3 – 1 | 1 – 0 | 1 – 0    | 1 – 0  | 2 – 3 |

### Beslissingswedstrijd
| Beslissingswedstrijd 16e en 17e plaats                                                    | Elinkwijk                          | 2 – 1 (0 – 1) | GVAV                        |
| 15 juni 1958 Plaats: Hengelo Veldwijk Toeschouwers: 15.000 Scheidsrechter: André La Croix | Michel Kruin 68' Frank Mijnals 82' |               | 20' (e.d.) Humphrey Mijnals |

## Statistieken GVAV 1957/1958

### Eindstand GVAV in de Nederlandse Eredivisie 1957 / 1958
| Stand | Gespeeld | Gewonnen | Gelijk | Verloren | Punten | Doelpunten voor | Doelpunten tegen |
| ----- | -------- | -------- | ------ | -------- | ------ | --------------- | ---------------- |
| 17e   | 34       | 10       | 8      | 16       | 28     | 58              | 63               |

### Topscorers
| #      | Naam                | Goal |
| ------ | ------------------- | ---- |
| 1.     | Rikkert La Crois    | 17   |
| 2.     | Johnny de Grooth    | 15   |
| 3.     | Bé Kuiper           | 12   |
| 4.     | Piet Fransen        | 4    |
| 4.     | Alie Kruger         | 4    |
| 6.     | Jan Hardenbol       | 2    |
| 6.     | Bram van der Hoeven | 2    |
| 8.     | Henk Meuken         | 1    |
| 8.     | Jan Reitsma         | 1    |
| Totaal | Totaal              | 58   |

| #              | Naam                         | Goal           |
| Eigen doelpunt | Eigen doelpunt               | Eigen doelpunt |
| -------------- | ---------------------------- | -------------- |
| –              | Humphrey Mijnals (Elinkwijk) | 1              |
| Totaal         | Totaal                       | 1              |